# Gottlob Walz
Gottlob Walz (* 29. Juni 1881 in Stuttgart; † 1943 ebenda) war ein deutscher Wasserspringer, der 1906 bei den Olympischen Zwischenspielen das Wasserspringen gewann.

## Werdegang
Gottlob Walz startete für den Schwimmerbund Schwaben Stuttgart. Von 1900 bis 1903 gewann er viermal die Deutsche Meisterschaft im Kunstspringen, 1899 siegte er in der Kombination. Von 1901 bis 1903 war Walz dreimal Europameister.
Nachdem das Wasserspringen bei den Olympischen Spielen 1904 in St. Louis erstmals auf dem Programm gestanden hatte, war es auch Programmbestandteil der Olympischen Zwischenspiele in Athen. Mit dem deutschen Zweitplatzierten in St. Louis Georg Hoffmann war sogar ein Starter von 1904 erneut dabei. Auf einem griechischen Kriegsschiff waren Sprungbretter in den Höhen von vier Meter, acht Meter und zwölf Meter montiert, von denen je drei Sprünge absolviert werden mussten. Gottlob Walz gewann den Wettkampf vor Hoffmann, der wie zwei Jahre zuvor den zweiten Platz belegte und dem Österreicher Otto Satzinger.
Zwei Jahre später bei den Olympischen Spielen 1908 in London standen erstmals zwei Wettbewerbe im Wasserspringen auf dem olympischen Programm. Das Turmspringen dominierten die schwedischen Springer, im Kunstspringen waren die Deutschen überlegen. Es siegte Albert Zürner vor Kurt Behrens und Gottlob Walz, der sich den dritten Platz mit dem Amerikaner George Gaidzik teilte.
1912 veröffentlichte Walz in Stuttgart sein Buch Die Kunst des Wasserspringens in Wort und Bild. Nach dem Ersten Weltkrieg leitete er eine Papierfabrik in der Schweiz. 1988 wurde Walz als Pionier des Wasserspringens in die International Swimming Hall of Fame in Fort Lauderdale aufgenommen.